# 畑山茂雄
畑山茂雄（はたけやま しげお、1977年3月9日 - ）は、日本の陸上競技選手。専門は円盤投。2007年世界選手権日本代表。青森県立黒石高等学校、日本体育大学卒業。青森県出身。

## 経歴
日体大卒業後ゼンリンに入社。2000年、日本選手権で優勝。以後勝ち続け、2004年に日本選手権5連覇を達成した。2006年の日本選手権では7連覇がかかっていたが、若手選手の小林志郎に僅差で敗れ、連勝記録はストップした。2007年6月3日、第3桑員地区記録会で60m10の日本歴代2位の記録をマークし、川崎清貴以来の60m投擲者となった。日本選手権では小林志郎らを退けて優勝。地元開催の世界選手権への出場を果たした。
2016年12月、現役引退を表明。

## 備考
- 日体大時代には十種競技にも出場したことがあり、1996年の群馬リレーカーニバルでは6584点を記録している[2]。
- 2007年世界選手権のTBSによるテレビ放送の中で、「日本の円盤王子」とネーミングされた。